# Mikó Imre (politikus)
Gróf hídvégi Mikó Imre (Zabola, 1805. szeptember 4. – Kolozsvár, 1876. szeptember 16.) erdélyi magyar államférfi, művelődés- és gazdaságpolitikus, történész. A 19. századi Erdély politikai életének haladó szemléletű, meghatározó alakja, két ízben (1848, 1860–1861) Erdély főkormányzója, 1867 és 1870 között Magyarország közmunka- és közlekedésügyi minisztere volt. A közművelődés és közélet terén fáradhatatlanul munkálkodott hazája gazdasági, kulturális és tudományos felemelkedésén, kiérdemelve ezzel az „Erdély Széchenyije” megtisztelő jelzőt.
Politikai pályáját az erdélyi főkormányszék tisztviselőjeként kezdte 1826-ban, s 1847-re a kincstárnoki tisztségig jutott, egyúttal az erdélyi liberális reformnemzedék egyik vezéralakjává vált. 1848-ban Erdély ügyvivő, majd rövid ideig tényleges főkormányzója volt, ő elnökölte a magyar szabadságharc mellett kiálló agyagfalvi székely nemzeti gyűlést. A szabadságharc bukása utáni időszakban a passzív ellenállás híveként visszavonult a politikától, s az 1860-as évekig kizárólag Erdély gazdasági és művelődési felemelkedésének szentelte életét. Az Erdélyi Gazdasági Egyesület (1854) és az Erdélyi Múzeum-Egyesület (1859) megalapítása mellett fontos szerepet játszott a Kolozsvári Tudományegyetem létesítésében (1872), támogatta a kolozsvári Nemzeti Színházat, ösztönözte a korszerű mezőgazdaság és oktatásügy kibontakozását, s tevékenyen részt vállalt az erdélyi református egyházkerület közügyeiből is. Szerkesztője és kiadója volt az Erdélyi Történelmi Adatok három kötetének (1855–1858), ezzel tudományszervezőként megteremtette az erdélyi történetírás egyik alapvető fórumát, de maga is írt történeti, irodalomtörténeti tanulmányokat. Az 1860-as évektől ismét politizált, 1860–1861-ben Erdély főkormányzója volt, majd 1865-től Kolozsvár követe a pesti országgyűlésen. A kiegyezést követő első magyar kormány közmunka- és közlekedésügyi minisztereként (1867–1870) nevéhez fűződik a Magyarországot Erdéllyel összekötő vasúti pálya kiépítése, valamint az állami vasúttársaság, a mai Magyar Államvasutak Zrt. jogelődjének megalapítása. 1867-től 1876-ig a Magyar Történelmi Társulat első elnöke.

## Életútja

### Családja
Apja gróf hídvégi Mikó György háromszéki főkirálybíró, anyja gróf Mikes Borbála volt. A Mikó és a Mikes család egyaránt régi székely famíliák, amelyek a 18. században szereztek grófi rangot. A Mikó nemzetség őseinek első írásos említése 1252-ből maradt fenn, amikor IV. Béla a Brassó és Háromszék közötti Szék földjét adományozta Akadas fia Vince comesnek, sebesi (azaz sepsi) székelynek követi szolgálatai jutalmául. Az adománnyal a székely lófő egyben a vármegyei nemesség körébe is bekerült. Vince comes egyik fia Mikó volt, az ő neve alakult át nemzetségnévvé.
Az ősök gazdag örökséget hagytak utódaikra: jelentős földbirtokokat, földesúri jogokat, széles körű összeköttetéseket, tekintélyt. A patinás családból a történetíró Mikó Ferenc, az emlékíró Mikó Miklós, illetve Mikes Kelemen szellemi területen is nevet szerzett. Ezt az örökséget Mikó Imre kötelezettségként fogta fel. Fiához intézett intelmeiben így írt erről: aki őseitől nagyobb vagyont örökölt, „attól a hon kétszerte jobban megvárhatja, mint sok mástól” a hazának tett áldozatot.
Mikó Imre az anyai nagyszülők, gróf Mikes Zsigmond és Ugron Julianna zabolai házában született szülei harmadik gyermekeként. Miután édesanyja gyermekágyi lázban hamarosan meghalt, felnevelését a nagyszülők vállalták magukra. A fiú Zabolán és Sepsibodokon nevelkedett, majd idővel Marosújvárra költöztek, hogy unokájukat a nagyenyedi református kollégiumba járathassák. Az apa, Mikó György 1820-ban elhunyt.

### Tanulmányai

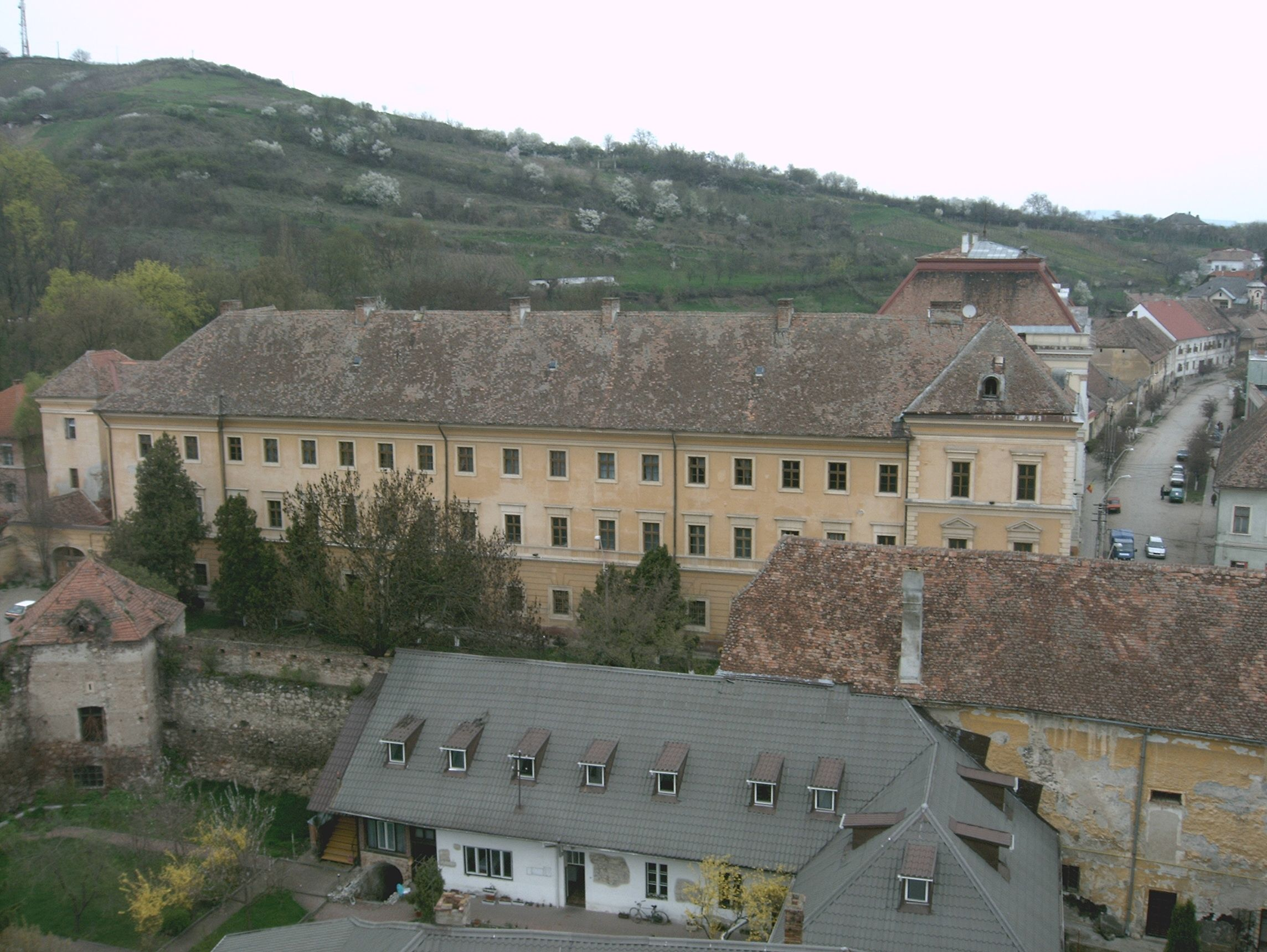
A nagyenyedi Bethlen Gábor Kollégium

1813-tól a nagyenyedi református kollégiumban tanult. Az intézményben a humán műveltség alapvető elemeinek elsajátítására helyezték a hangsúlyt, a tananyag a latin nyelv elsődlegessége mellett a német nyelv tanítását is magában foglalta. A latin és görög klasszikusokon alapuló filozófiai oktatás mellett a tanrend előírta a görög, római és német irodalom, történelem és számtan oktatását is. A felsőbb jogi tanfolyamon köz- és magánjogot, természettudományt, erkölcstant, államtörténetet és oklevéltant oktattak. Az intézmény több mint 21 000 kötetből álló könyvtára és múzeuma kiváló lehetőséget nyújtott az egyéni tanulásra is. A kollégium számos nagy tanáregyénisége közül ebben a korban Köteles Sámuel, Hegedüs Sámuel és Szász Károly országosan is jelentős tudósnak számított. Mikó Imrére különösen Köteles Sámuel és az általa tanított kanti filozófia volt hatással.
1824-ben „társai felett kitűnő” minősítéssel fejezte be nagyenyedi tanulmányait. Ezt követően jogi ismeretei kiegészítésére Marosvásárhelyre, a királyi ítélőtáblához ment joggyakornoknak – korabeli kifejezéssel jurátusnak –, ahol 1825-ben a jog- és törvénytudományokból kitűnő vizsgaeredménnyel szerezte meg oklevelét.

### Főkormányszéki pályafutása
1826-ban Apor Lázár udvari tanácsos közbenjárására az erdélyi főkormányszékhez avagy guberniumhoz nevezték ki számfeletti írnoknak, ahol néhány évig a segédhivataloknál dolgozott. 1831-ben tiszteletbeli fogalmazóvá, 1834-ben tiszteletbeli titkárrá lépett elő, 1835-ben pedig a Bécsben működő Erdélyi Udvari Kancelláriára nevezték ki, ugyancsak tiszteletbeli titkári titulussal. 1837-ben visszatért Kolozsvárra, és az erdélyi országgyűlésen lefolyt választás eredményeként főkormányszéki tanácsos lett, ebbéli minőségében a közigazgatási ügyeket irányította.
Hivatali munkája mellett 1838-ban a nagyenyedi főiskola gondnokává, 1840-ben az erdélyi református egyházkerület egyik státuskurátorává (főgondnokává) választották; ezzel döntő befolyást gyakorolt az iskola és az egyház ügyeire. Emellett az 1841–1843-as országgyűlés rábízta a kolozsvári Nemzeti Színház igazgatását is (bővebben lásd a Kolozsvári Nemzeti Színház részben).
Az 1846–1847-es erdélyi országgyűlés felterjesztésére az uralkodó 1847. október 12-én erdélyi kincstárnokká nevezte ki, egyszersmind belső titkos tanácsosi címet is kapott. Egyik erdélyi párthoz sem csatlakozott, de mind a nemzeti liberális, mind a konzervatív párt elitjével jó kapcsolatokat ápolt. Noha saját nézetei inkább a liberálisokéihoz álltak közelebb, vállalta és közmegbecsülést szerezve látta el kormány-tisztviselői munkáját.

### 1848-as szerepvállalása
A pesti forradalom kitöréséről Mikó március 20-án, Nagyszebenben értesült. A törvényesség és a mérsékelt ütemű haladás híveként az volt a legfőbb törekvése, hogy a közrendet biztosítsa és elkerülje az összetűzéseket a magyarok és a többi erdélyi nemzetiség között. Feladatának a haza és az uralkodó szolgálatát tekintette: „…amíg a körülmények megkívánják, hogy mostani helyzetemben maradjak, s azt becsülettel tehetem, látva, hogy abban valami kis jót tehetek, addig Isten neki, szívem vonzalmát alárendelem Hazám s Fejedelmem iránti szoros kötelességemnek” – írta feleségének 1848. április 16-án. Amikor május közepén az uralkodó őt bízta meg az Erdélyi Udvari Kancellária báró Jósika Samu lemondásával megürült elnöki tisztségével, a felkérést nem fogadta el. Döntése óhatatlanul eltávolította Mikót a konzervatív politikai szárnytól, s az ezt követő időszakban politikai felfogását és tevékenységét erőteljesebben jellemezte a liberálisokhoz való igazodás.
Utóbb azonban a körülmények mégis úgy hozták, hogy a főkormányszék élére került: amíg gróf Teleki József kormányzó 1848 júliusától a pesti országgyűlésen tartózkodott, ideiglenes elnökként Mikó vezette az erdélyi guberniumot. Egyik első ténykedéseként július 18-án ő tartotta meg az utolsó rendi erdélyi országgyűlést berekesztő záróbeszédet, amelyben az egyesített ország jövőjébe vetett hitéről vallott hazafias hévvel. Ügyvivői főkormányzói posztján azonban azzal kellett szembesülnie, hogy Erdély vidékein – az úrbéri rendezés késedelmével – a parasztság és a birtokos nemesség közötti feszültség mind kiélezettebbé vált. A helyzetet orvoslandó egyre erélyesebben sürgette az igazságügyminiszter Deák Ferencet, nevezze ki az erdélyi törvényhozás előírásainak megfelelően a földesurak és a parasztság földigényeit rendező településenkénti bizottságokat. Deák azonban arra hivatkozott, hogy a magyarországi és az erdélyi jogrendszer összehangolását rendező törvényjavaslattal az ún. unióbizottmány még nem készült el, így keze meg van kötve, ami az erdélyi jogalkalmazást illeti. Mikó – kellő támogatás híján – ügyvezető guberniumi elnökként nem tudott úrrá lenni a birtokrendezés kérdésén, a román parasztok szembeszegülése az újoncozással pedig végül fegyveres incidenshez vezetett az erdélyi nemzetiségek között (Aranyoslóna, 1848. szeptember 12.).

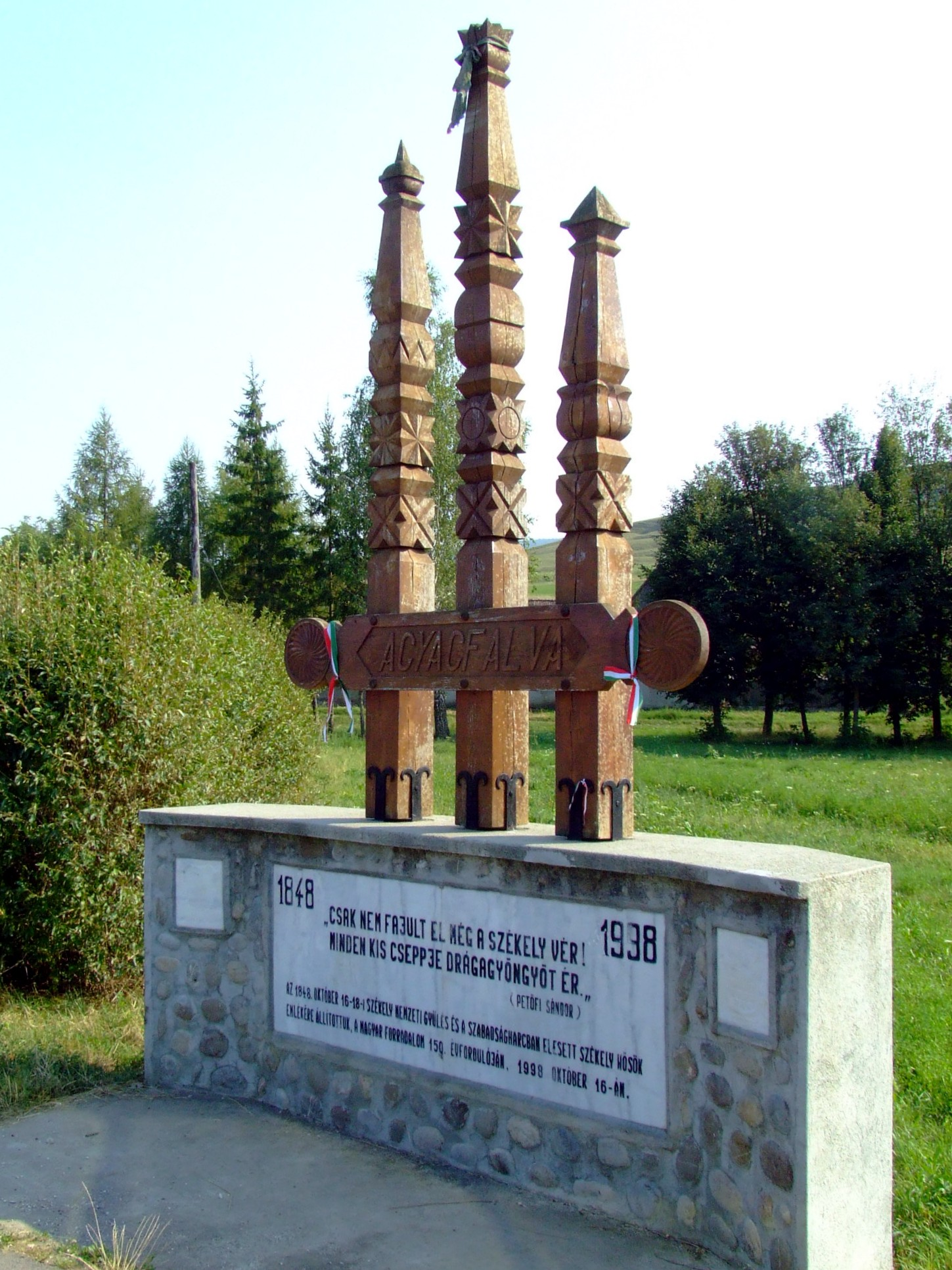
Az 1848. október 16–18-án tartott agyagfalvi székely gyűlés emlékére, 1998-ban felállított emlékmű

1848 őszére az erdélyi politikai-katonai helyzet kritikus fordulatot vett. Az erdélyi szászok és románok szembehelyezkedése a forradalmi magyar kormánnyal polgárháború rémével fenyegetett, emellett az osztrák császári haderő katonai csapást helyezett kilátásba a „törvénytelen” forradalom erdélyi követőivel szemben. Berzenczey László erdélyi kormánybiztos októberre Agyagfalvára hívta össze a székely nemzeti gyűlést, amelynek feladata a székelység politikai útjának kijelölése volt. Mikó Imre királyi biztosként volt jelen az eseményen, s a mintegy 60 000 főnyi követ őt választotta elnökké. A magyar országgyűlésnek írt jelentésében így fogalmazta meg az egybegyűltek politikai hangulatát: „harcunk szent és igaz – szabadságért harcolunk”. Vezetésével a gyűlés október 16-án nyilatkozatot tett V. Ferdinánd magyar király és a magyar alkotmány mellett, valamint a nemzeti főparancsnokság és a székely nemzetőrség felállításáról. Emellett felhívást intéztek a román és szász nemzethez, amelyben egyrészt kinyilvánították minden nemzetiség és felekezet jogainak tiszteletben tartását, másrészt azt kérték tőlük, engedelmeskedjenek a független magyar kormánynak, katonával és pénzzel segítsék az országot. Ugyanakkor fegyveres megtorlást helyeztek kilátásba az ellenszegülőkkel szemben: „De elvagyunk határozva védni a törvényt melyet királyi eskü szentesített, ’s ennek következésében fegyverrel torlani viszsza mind azon törekvéseket melyek az unio megsemmisítésére, ’s a’ király által alá irt törvény szerénti kormány, és akármily ajkuak’ személy, és vagyon bátorsága megdöntésére tétetnek.” Mikó ellenezte a katonák azonnali mozgósítását, s amellett foglalt állást, hogy a székelyek többsége hazatérjen és otthonában készüljön a fegyverbe hívó szóra. Egyrészt felszereletlennek és kiképzetlennek ítélte meg a székely nemzetőröket, másrészt óvatos politikusként szerette volna elkerülni a háború kiterjedését. Október 17-én azonban a követek tudomást szereztek Latour osztrák hadügyér Anton Puchner tábornokhoz intézett, október 3-ai keltezésű titkos mozgósítási parancsáról, másrészt az a valótlan hír érkezett a táborba, hogy a II. román határőrezred Urban tábornok vezetésével megszállta Marosvásárhelyt (ebből annyi volt igaz, hogy elfoglalták Szászrégent, és Marosvásárhelyt is fenyegették). Ezért elhatározták a jelen lévő haderő bevetését, s Mikó még aznap aláírta a gyűlésnek azt a határozatát, mely szerint a 19 és 40 év közötti férfiak kötelesek táborba szállni. Az uralkodóhoz és a magyar kormányhoz írt jelentésében Mikó egyaránt akként értelmezte a helyzetet, hogy a székely nemzeti gyűlés békésen és a törvények betartásával kezdődött, de a román népfelkelők pusztításait „borzasztó dulásokkal viszonozta”. A fegyvert fogó székelyekre azonban Puchner október 18-án vereséget mért.
1848 novemberére Erdély egyre nagyobb területe állt osztrák katonai kormányzás alatt, az ellenséges haderő Kolozsvárt is több irányból fenyegette. A magyarországi közvélemény meglepetésére az uralkodó november 14-én Mikót nevezte ki az erdélyi gubernium élére. A gróf, lehetőségeivel számot vetve fogadta el a tisztséget: noha nyíltan törvénytelennek bélyegezte meg a katonai hatalomátvételt, meggyőződéssel hitte, hogy jelenlétével és okos politikával elhárítható a polgárháborús veszély, s a népfelkelés is lefegyverezhető. Miután a város védelmére kirendelt 51. kolozsvári gyalogezred parancsnoka, Baldacci Manó tábornok elrendelte Kolozsvár kiürítését, a város közgyűlése a feladás mellett döntött. Az erről szóló szerződés aláírására Mikó Imre és Groisz Gusztáv főbíró, illetve Puchner tábornok között került sor november 17-én. A város így mentesült a fosztogatástól, viszont 210 000 pengőforint hadisarcot kellett fizetnie. A feladás aláírása miatt Mikót egy időben árulónak tekintették.
1848. december 2-án az erdélyi főkormányszék báró Kemény Ferenc indítványára sérelmi feliratot intézett az uralkodóhoz, melyben egyfelől a hazát fenyegető veszélyre és annak okaira figyelmeztette, másfelől a válságos helyzet orvoslását kérte tőle. A memorandum személyes átadásával Mikót bízták meg, aki fel is kereste a folyamodvánnyal az Olmützben tartózkodó császári udvart. Feladata végrehajtását követően azonban I. Ferenc József nem engedte vissza Erdélybe, s Bécsben házi őrizetbe került. 1848. december 22-én – alig egy hónapnyi hivatalviselés után – leváltották a gubernium éléről is. Itt értesült arról, hogy kislányuk született, de felesége 1849. március 24-én gyermekágyi lázban meghalt. A tragédia lesújtotta, és testi-lelki egészségét annyira megrendítette, hogy három hónapon keresztül betegágyához volt kötve. Végül csak a szabadságharc leverése után, 1849 októberében kapott engedélyt a hazatérésre.

### Az erdélyi közművelődés szolgálatában

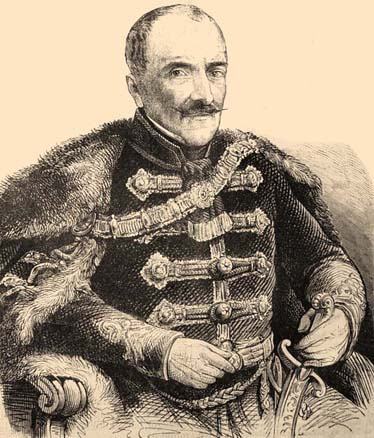
Mikó Imre képe a Vasárnapi Ujság, 1856. 24. számában

A megszállt Erdélyben Mikó Imrének újabb lelki megpróbáltatásokkal kellett szembenéznie. A családi tragédia és a szabadságharc bukása felett érzett személyes fájdalom mellett egyfelől a kolozsváriak továbbra is árulónak tekintették a város előző évi feladása miatt, másfelől az erdélyi főkormányszék is felelősségre vonta 1848-as szerepvállalásáért. A vizsgálat éveken át tartott, közben birtokát lefoglalták. Ebben az időszakban tanult meg esztergálni, és kísérletezett a fényképezéssel is. Végül hivatalosan nem fogták perbe, jószágait is visszakapta, és kincstárnoki tisztségére tekintettel nyugdíjban részesült.
Mikó visszatért ugyan a közéletbe, de a Bach-korszak passzív ellenállási mozgalmához csatlakozva a közvetlen politizálás helyett a társadalom, gazdaság, kultúra, oktatásügy és tudományosság területén munkálkodott. Tetterejét és szervezőkészségét az erdélyi közművelődés szolgálatába állította, az 1850-es években vetette meg egy sor, Erdély kulturális életét hosszú évtizedekre meghatározó intézmény és egyesület alapjait. Nevéhez fűződik többek között az Erdélyi Gazdasági Egyesület (1854) és az Erdélyi Múzeum-Egyesület (1859) megszervezése, Erdély református kollégiumainak anyagi támogatása, a sepsiszentgyörgyi református kollégium megalapítása, valamint az erdélyi történetírás és tudományosság fórumainak megteremtése. (Közművelődési-tudományos tevékenységének eredményeit a Munkássága fejezet részletezi.) Mivel a gazdasági haladáshoz nélkülözhetetlennek tartotta a vasúti hálózat kiépítését, a kolozsvári vasúttársaság elnökeként próbálta elérni a bécsi kormány jóváhagyását terveire. A Bach-korszakban azonban ezen a téren nem tudott gyakorlati eredményt elérni.

### Főkormányzói és miniszteri tevékenysége
1860 végén, amikor az októberi diploma után az erdélyi guberniumot visszaállították, I. Ferenc József december 10-ével Mikó Imrét nevezte ki főkormányzónak. Kinevezésekor és hivatali ideje alatt ugyan „tisztségében gondosan elfelejtett felesküdni”, de Magyarország és Erdély unióján tevékenykedve munkához látott. Idővel azonban felmérte, hogy az unióellenes bécsi udvar olyan szerepet szán neki, amelyet hazaszeretetével és politikai céljaival sem tartott összeegyeztethetőnek. Amikor az uralkodó összehívta az 1861. évi erdélyi országgyűlést, az erdélyi románságnak kedvezve szokatlanul alacsony szinten, 8 forintos vagyonban állapította meg a választójogi cenzust, emellett – az erdélyi szászok felé is téve egy gesztust – Kolozsvár helyett Nagyszebenben jelölte ki az országgyűlés helyszínét. Mikó terjedelmes leiratban tiltakozott a rendelet ellen és ellenszegült a választási előkészületeknek is. Miután Șuluțiu fogarasi érsek és metropolita lázadónak nevezte a guberniumot és Mikót az uralkodóhoz küldött emlékiratában, Mikó 1861. november 21-én lemondott tisztségéről. Követte őt a magyar kormányszéki tanácsosok, főispánok és székely főkirálybírák nagy része is, s helyüket román nemzetiségű vármegyei adminisztrátorok vették át.

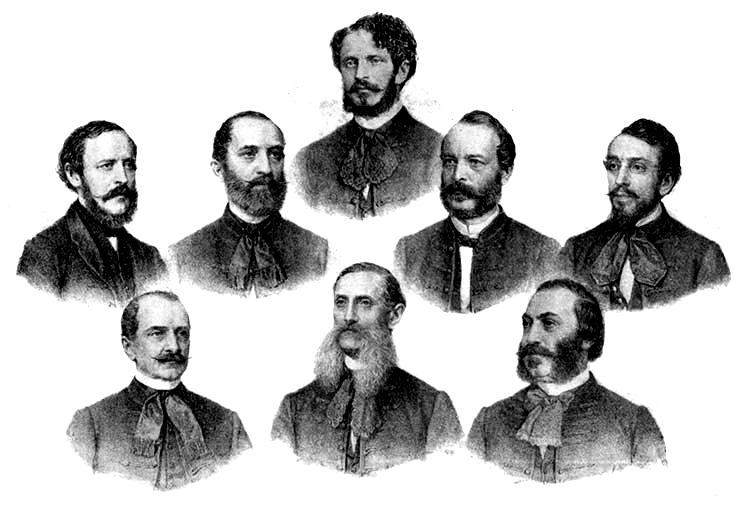
Andrássy Gyula kormánya megalakulásakor (1867. február 17.), az alsó sorban balról Mikó Imre közmunka- és közlekedésügyi miniszter (Barabás Miklós kőrajza)

Mikó megjelent a Kolozsvárra összehívott 1865. évi utolsó erdélyi országgyűlésen, amelyet a Magyarország és Erdély egyesítéséről alkotott 1848. évi I. törvénycikkely újratárgyalására hívtak össze. Ugyanebben az évben választották meg Kolozsvár képviselőjeként a pesti országgyűlésbe is, de megbízólevelét csak 1866 márciusában mutatta be, s ekkor foglalta el parlamenti helyét is. 1867. február 20-án az Andrássy-kormányban a közmunka- és közlekedésügyi tárca minisztere lett. Mikó Imre tárcavezetői tevékenységét és törekvéseit erőteljesen meghatározta Erdély gazdasági felemelkedésének elősegítése, közlekedési infrastruktúrájának fejlesztése. Ugyanakkor a vasútüggyel korábban is foglalkozó államférfinak átfogó vasútpolitikai elgondolásai voltak a teljes magyarországi vasúthálózat bővítésére is. Széchenyi István 1848-as terve, valamint az Országos Magyar Gazdasági Egyesület 1862-es ajánlása alapján készítette el 1867-ben Magyarország vasuthálózata címen miniszteri programjának szánt emlékiratát. Terveiben a székesfővárost kívánta a vasúti hálózat központjává tenni, ugyanakkor nagy hangsúlyt helyezett az ország peremvidékeinek vasútfejlesztésére is. Az általa vezetett minisztérium irányításával készítettek elő több törvényjavaslatot, így például a Magyar Keleti Vasút Arad és Temesvár közötti pályaszakaszának (1868. évi 37. tc.), valamint Gyulafehérvárig, Marosvásárhelyig és Nagyszebenig húzódó szárnyvonalainak kiépítéséről (1868. évi 45. tc.); a Magyar Északi Vasút viszonylataként a hatvan–miskolci pálya (1868. évi 12. tc.), a teljes északkeleti vasúthálózat Debrecentől Szatmárnémetin és Tekeházán át Máramarosszigetig vezető fővonala, továbbá kassai és munkácsi szárnyvonalai kijelöléséről (1868. évi 13. tc.); a délvidéki területeken a zákány–zágrábi vasúti pálya kiépítéséről (1868. évi 12. tc.); a nyugati határszélen a székesfehérvár–grazi fővonal, illetve a kiscell–győri szárnyvonal lefektetéséről (1869. évi 5. tc.). Bár törvényi erőre nem emelkedtek, de további parlamenti javaslataival síkra szállt a miskolc–bánrévei fővonal és az arra épülő gömöri iparvasúti hálózat, a salgótarján–losonc–besztercebányai, az érsekújvár–nyitra–trencséni, valamint az eszék–sziszek–károlyváros–fiumei vasútvonalak kiépítése mellett. Távlati tervei között szerepelt egy Romániával kötendő kereskedelmi egyezmény aláírása, valamint a kolozsvár–brassó–galaci vasút fejlesztésének támogatása. Ezektől nem csupán Erdély kelet és nyugat felőli elszigeteltségének megszűnését remélte, de azt is, hogy ezzel szűkebb pátriája kulcsszerepet tölthet be a Fekete-tenger és az Adriai-tenger között zajló nemzetközi kereskedelemben. Az állami garanciavállalással és kamatbiztosítási rendszerben, de magánvállalkozások beruházásával folyó vasútfejlesztés azonban számos visszaélésre adott lehetőséget, a korabeli sajtó hangos volt a „vasúti panamáktól”. Mikó sem habitusa, sem életkora miatt nem volt alkalmas a vasúti koncessziók körüli korrupció elleni hatékony fellépésre, így 1870. április 21-én lemondott miniszteri tisztségéről. Érdemei között tartják számon, hogy az anyagi nehézségekkel küzdő Magyar Északi Vasút állami felvásárlásával 1868-ban megalapította a Magyar Királyi Államvasutakat, valamint minisztersége idején épült ki az Erdélyt Magyarországgal összekötő vasúti pálya. Minisztersége alatt, 1868 karácsonyán adták át a keleti vasút gyulafehérvári szárnyvonalát, s fél évvel lemondását követően, 1870. szeptember 7-én avatták fel a Kolozsvár–Nagyvárad közötti pályaszakaszt is. A politika élvonalából a háttérbe húzódott, s két parlamenti ciklust (1865, 1869) követően 1872-ben már a képviselő-választáson sem indult.

### Utolsó évei és halála
Visszavonulása után, 1873-ban érdemei elismeréseként az uralkodó a Lipót-rend nagykeresztjét adományozta neki, emellett főpohárnokmesterré nevezték ki, ezzel zászlósúr és a főrendiház tagja lett. Államférfiúi, művelődésszervezői és tudományos tevékenységét már a korábbi években is több kitüntetéssel honorálták. 1858. augusztus 15-én a Magyar Tudományos Akadémia tiszteleti, majd 1865. január 26-án igazgatósági tagjává választotta. Kolozsvár (1854), Marosvásárhely (1856), Gyulafehérvár (1859), Székelyudvarhely (1859), Szatmárnémeti (1861), Csongrád (1861), Nagybánya (1867) és Fiume (1869) városai díszpolgárukká választották, emellett kitüntették a török Mecidî-rend első osztályával is.
Élete utolsó éveiben a politikával kevesebbet foglalkozott, idejét inkább a református egyház ügyeinek szentelte. 1875 márciusában még elnökként ő vezette le a Deák-párt és a Balközép Párt egyesülését kimondó ülést, 1875 májusában pedig elnökölt az erdélyi református egyházkerület közgyűlésén. 1875 végétől azonban betegsége miatt teljesen elzárkózott a közéleti feladatvállalástól. 1876. július 15-én bekövetkezett halálát cirrózis – avagy mai köznapi nevén májzsugorodás – okozta. Temetésén 10–12 000 ember gyűlt össze; a gyászbeszédet közeli munkatársa, Nagy Péter református püspök tartotta. Sírhelyét, amely a Házsongárdi temetőben, a Kagerbauer Antal által tervezett neogótikus Rhédey–Mikó-kriptától jobbra található, svédgránát obeliszk jelzi. Halálát követően a magyar országgyűlés 1876. szeptember 30-ai ülésén Mikó Imre emlékét jegyzőkönyvbe iktatta.

## Munkássága

### Közművelődési munkássága
Gróf Mikó Imre roppant tevékenységét és áldozatkészségét leginkább társadalmi téren fejtette ki, amiért kortársaitól méltán kiérdemelte az „Erdély Széchenyije” jelzőt. Már az 1830-as–1840-es években bekapcsolódott az erdélyi református egyház, az oktatás és a kolozsvári magyar színház ügyeibe, de intézményszervezői munkássága igazán a politikai visszavonultság éveiben, az 1850-es években teljesedett ki. Felkarolta a nemzeti nyelv ügyét, az ismeretek terjesztését, az erdélyi közművelődési, oktatási és jótékonysági intézeteket, melyeknek egész sora neki köszönheti létét vagy felvirágzását. Az alábbiakban külön részletezett egyesületek mellett újjászervezte az 1848 után bomlásnak indult Erdélyi Kölcsönös Jég- és Tűzkármentő Társaságot. 1856-ban megalapította és 1859-ig szerkesztette a Kolozsvári Közlöny című politikai hetilapot, ennek óvadékát is a sajátjából fizette le. Anyagilag támogatta Gyergyai Ferenc A magyar nyelv sajátságairól című nyelvészeti munkájának (1856) és Kriza János Vadrózsák című székely népköltési gyűjteményének (1863) megjelentetését. Mindemellett részt vett az erdélyi román (ASTRA) és szász (Verein für siebenbürgische Landeskunde) művelődési egyesületek munkájában. Közművelődési, tudományszervezői és mecénási tevékenysége azonban nem csupán Erdély kulturális felemelkedésére irányult, szervezőmunkájával és anyagi áldozattételeivel az összmagyarság közművelődését is szolgálta. 1860-ban 4000 forintos adománnyal járult hozzá a Magyar Tudományos Akadémia törzstőkéjének felemeléséhez, 1867-től haláláig a Magyar Történelmi Társulat első elnöke volt.

#### Oktatásügy
Erdély oktatásügyével korán elkötelezte magát, már 1838-ban megválasztották a nagyenyedi református kollégium főkurátorává, 1840-ben pedig az Erdélyi Református Egyházi Főtanács egyik főgondnokává. Ebben a tisztségében kötelességének érezte, hogy a református iskolák ügyével foglalkozzon.
A Bach-korszak alatt a bécsi kormányzat arra törekedett, hogy a magyar iskolák működését ellenőrizze és korlátozza. E törekvések legsúlyosabban a nagyenyedi református kollégiumot érintették, amelynek berendezését az 1849-es nagyenyedi vérengzés során a román felkelők elpusztították. 1850. augusztus 13-án Erdély kormányzója engedélyezte ugyan a marosvásárhelyi, székelyudvarhelyi és kolozsvári református kollégiumok megnyitását, de a nagyenyedi kollégium csak elemi iskolaként fogadhatta újra a tanulókat. Mikó Imre kitartó utánajárással elérte, hogy a nagyenyedi intézet ismét kollégiumként működhessen. Ezzel párhuzamosan rendezte az iskola vagyoni helyzetét, helyreállíttatta épületét, gyarapította könyvtárát és régi éremgyűjteményét. Fia halála után, 1863-ban a kollégiumnak adományozta 823 kötetes könyvgyűjteményét, amely görög és római klasszikusok mellett valódi ritkaságokat, többek között 23 ősnyomtatványt is tartalmazott.

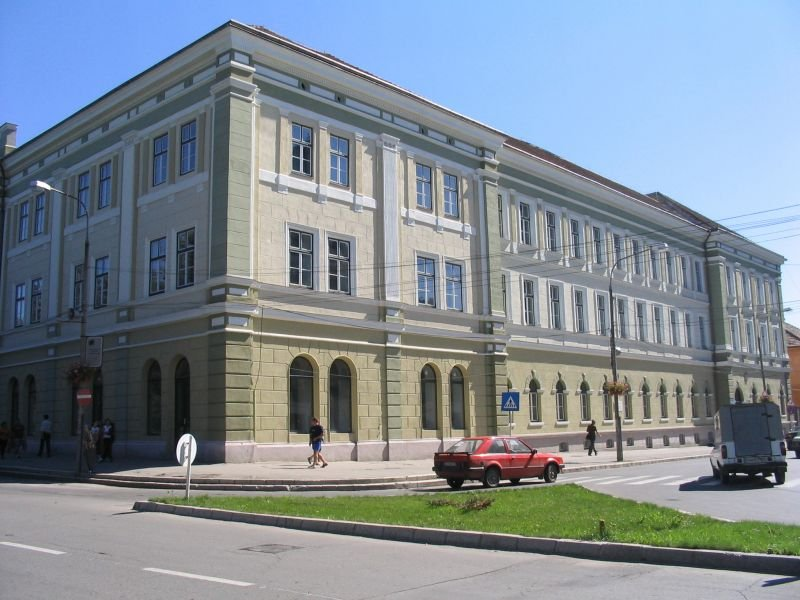
A sepsiszentgyörgyi Székely Mikó Kollégium

Támogatásban részesítette a kolozsvári, zilahi, szászvárosi, marosvásárhelyi, székelyudvarhelyi református kollégiumokat; a Koós Ferenc-féle bukaresti református iskola építésére 20 aranyat adott. Az ő anyagi segítségével alakult meg 1859-ben Sepsiszentgyörgyön a református kollégium, jelenlegi nevén Székely Mikó Kollégium. Ez utóbbira végrendeletében 60 000 forintot hagyott. A kolozsvári református teológiai akadémia alapjához 4000 forinttal járult hozzá.
Az anyagiak mellett foglalkozott az iskolaügy elméleti-módszertani megújításával is. 1858-ban a tanítási módszerek reformjára ösztönözte a nagyenyedi kollégiumot. Úgy tartotta, hogy a nevelésben helyet kell hagyni az önálló munkának, az egyéniség kibontakozásának: „Én, amint tartósabbnak hiszem azon virág életét, mely a szabad légen, mint amely virágházban fejlett ki, úgy alaposabbnak tartom azon tudományt, szilárdabbnak azt a jellemet, mely a magánszorgalomnak, önálló lélek vizsgálódásának gyümölcse, mint azt, amely mások fáradsága után, a mi igyekezetünk és utánajárásunk nélkül, úgyszólván ingyen lőn sajátunkká.” Szintén fontosnak tartotta a tanárok folyamatos továbbképzését, valamint az egyetemi szintű lelkészképzést.
Befolyását latba vetve nagy része volt a Kolozsvári Tudományegyetem létrejöttében, az általa korábban megszervezett Erdélyi Múzeum-Egyesület kolozsvári gyűjteményei az egyetem helyének kiválasztásában is fontos szerepet játszottak. Mikó Imre javaslatára az egyesület a gyűjteményeket átengedte az egyetem használatába, a tulajdonjogot és az ellenőrzés jogát továbbra is fenntartva. Füvészkert kialakítása céljából szintén átadták az egyetemnek az általa adományozott kertet. Mikó olyan szövetséget álmodott az egyesület és az egyetem között, amelyben mindkét fél megőrzi önállóságát, de közösen dolgoznak az erdélyi tudományosság érdekében. Nem véletlen tehát, hogy 1872. október 19-én Mikó Imre volt az, aki miniszteri biztosként feleskette az egyetemre kinevezett első tanárokat.

#### Kolozsvári Nemzeti Színház
Az 1792-től állandó társulattal, 1821-től kőszínházzal rendelkező kolozsvári színjátszás a 19. század közepére válságos helyzetbe került. A színháznak két öltözőre, díszlet- és jelmeztárra, könyvtárszobára, próba- és táncteremre, gondnoki lakásra és raktárhelyiségekre lett volna szüksége, amelyek kialakítása 20 000 pengőforintba került volna. A rövid távon gondolkodó bérlők nem törődtek a díszletek és színpadi gépezetek elhasználódásával. Udvarhelyszék kérésére az országgyűlés az 1842. június 6-ai ülésen napirendre tűzte a színház anyagi ügyeinek rendezését. Noha a törvényjavaslat a színház támogatását csak a magyar és a székely nemzetre rendelte kivetni, a szász követek ellenzése miatt végül nem fogadták el. Ennek ellenére az országgyűlés 1843. január 7-ei ülésén rendelkezett az Országos Színházi Bizottság, voltaképpen a kolozsvári Nemzeti Színház felügyelőbizottságának felállításáról, melynek elnöke Mikó Imre lett. A bizottság megfelelő anyagi eszközök hiányában nem szervezett állandó társulatot, hanem bérbe adta a színházat a pályázó színigazgatóknak, így voltak olyan időszakok, amikor az épület üresen állt.
A szabadságharc alatti ostromállapot során az intézmények működését betiltották vagy korlátozták; a kolozsvári színházat Karl Freiherr von Urban ezredes városi tulajdonba vette, és német társulatnak adta bérbe. A szabadságharc leverését követően Mikó Imre 1851-ben fordult Erdély kormányzójához, Ludwig von Wohlgemuthhoz, és kérte a színház eredeti jogi helyzetének visszaállítását. Az időközben elhalálozott Wohlgemuth helyett utódja, Karl Philipp Borromäus zu Schwarzenberg válaszolt, de csak részben teljesítette Mikó kérését: a színház ugyan a Mikó által vezetett bizottság felügyelete alá került, amely viszont a korábbi helyzettel ellentétben nem az országgyűlés, hanem a hatóságot képviselő kormányzó alá tartozott.
1853-ban a színház csődközeli helyzetbe került, ekkor Mikó a színházkedvelő közönség segítségét kérte a Szózat az erdélyi nemzeti színház ügyében a haza s különösen Kolozsvár városa minden rendű és rangú polgárához című felhívásában. Bevezették a bérletrendszert, amely ugyan csak részben váltotta be a hozzá fűzött reményeket, de segítséget jelentett a pillanatnyi anyagi nehézségekben. 1854-ben részvények kibocsátását határozták el, de az összegyűlt összegből csupán egy egyemeletes műszaki épület kialakítására nyílt lehetőség. Ezért 1859-ben Mikó Imre „színházi alap” létesítését javasolta, és 1860-ban ismét adakozásra buzdított a Felszólítás a Kolozsvárt létező erdélyi nemzeti színház jövőjének biztosítása ügyében című kiáltványában. A gyűjtés 1861 februárjában indult, és jelentős adományok érkeztek, nagyrészt a volt földesuraknak ekkortájt kézbesített úrbéri kárpótlási kötlevelek formájában. A legnagyobb összeg azonban abból származott, hogy Mikónak sikerült az 1841–1843-as országgyűlés határozata alapján létesített nemesi felkelési alap 81 000 forintját császári határozattal a színházi alapba irányítania. Így a színház főépületét felújították, könyvtárat, ruhatárakat, festőműhelyt, öltözőket és anyagraktárat létesítettek.
Mikó Imre harminckét évig, 1875-ig állt a kolozsvári színház felügyelőbizottsága élén. Szervezőmunkájával és anyagi áldozatokat is hozva sokat tett a színház megmentéséért, majd fejlesztéséért és bővítéséért.

#### Erdélyi Gazdasági Egyesület
Bővebben: Erdélyi Gazdasági Egyesület
A reformkorban Erdélyben is megjelent a törekvés a mezőgazdasági termelés korszerűsítésére és háttérszervezeteinek kialakítására. 1844-ben gróf Teleki Domokos kezdeményezésére több mint száz birtokos intézett felhívást az erdélyi gazdákat tömörítő egyesület megalapítására. Az okszerű gazdálkodás előmozdítására 1844. március 4-én megalakult Erdélyi Gazdasági Egyesületnek Mikó Imre is tagja volt. Az alapítók legfőbb célja a mezőgazdasági eszközállomány korszerűsítése és a gazdaságos állattenyésztés feltételeinek megteremtése volt.
A forradalom alatt tönkrement agrárgazdaság helyreállítása érdekében már 1852-ben felmerült az igény az 1848-ban megszűnt egyesület újjáalakítására, amelyet 1853-as gyűlésükön el is határoztak. A régi tagok felkérték Mikó Imrét, hogy legyen segítségükre a bécsi kormány engedélyének megszerzésében, amit ő felvállalt és sikerre is vitt. Tevékenyen részt vett az új egyesület szervezésében, és 1854-ben az alakuló ülésen elnökké választották, amely tisztséget haláláig betöltötte. Az alapítók elgondolása szerint az egyesület működésének anyagi hátterét a vagyonosabb hazafiak és egyesületek által vásárlandó részvényekkel kívánták biztosítani. Maga Mikó saját költségen tíz részvényt állított ki, amelynek kamatait az egyesület tetszés szerint használhatta fel, ezen felül az alaptőke emelésére 1000 konvenciós forintot jegyzett.
Az egyesület a mezőgazdaság haladását korszerű gépek elterjesztésével, nemesített vetőmagvak és tenyészállatok juttatásával, mezőgazdasági szakirodalommal, könyv- és folyóirat-kiadással, tanfolyamokkal, előadásokkal szolgálta. Kiállításokat is rendeztek részben a hasznos újdonságok elterjesztése, részben a versenyszellem és munkamorál javítása céljával.
Munkássága elismeréséül a New York-i Gazdasági Egyesület levelező tagjává választotta (1857).

#### Erdélyi Múzeum-Egyesület
Bővebben: Erdélyi Múzeum-Egyesület
Mikó Imre legnagyobb műve az erdélyi múzeum létrehozása volt, amelynek érdekében egyrészt meg kellett szereznie az erdélyi magyar társadalom támogatását, másrészt az alapítást több éven át ellenző bécsi kormány jóváhagyását. A szervezőmunka több mint négy éven át tartott.
Egy erdélyi tudós társaság létrehozásának gondolatát már 1760-ban Bod Péter, majd tőle függetlenül 1781-ben Batthyány Ignác erdélyi római katolikus püspök is felvetette. Az Aranka György által alapított, a századfordulón működő Erdélyi Magyar Nyelvmívelő Társaság megszűnése után 1819-ben Döbrentei Gábor egy erdélyi magyar tudományos akadémia, 1829-ben pedig Bölöni Farkas Sándor egy erdélyi nemzeti múzeum alapításáról készített meg nem valósult tervezetet. Az 1841–1843-as erdélyi országgyűlés egyebek mellett napirendjére tűzte az erdélyi nemzeti múzeum megalapítását is. Noha Kemény József és Sámuel grófok felajánlották könyv- és ásványgyűjteményüket is a nemzeti múzeum céljára, előbb az erdélyi szászok különvéleményén, majd a bécsi udvar halogató magatartásán megfeneklett az uralkodóhoz beterjesztett tervezet.
Mikó Imre már az 1841–1843-as országgyűlésen is részt vett az előkészítő munkában mint az erdélyi múzeum működési tervezetét és szabályzatát véglegesítő 1842-es rendszeres bizottmányi albizottság elnöke. A tényleges szervezőmunkához a közvetlen indíttatást történészi gyűjtőmunkája adta. 1854 végén vagy 1855 elején meglátogatta Gerenden gróf Kemény Józsefet, és ekkor határozta el az Erdélyi Múzeum-Egyesület megalapítását. Mikó szerette volna elérni, hogy a nagy történetíró hagyatéka Erdélyben maradjon, így a múzeumalapítás Kemény 1855. szeptember 12-én bekövetkezett halálával sürgetővé vált. Miután Mikó és munkatársai számos levelet írtak szándékukról, a bécsi Magyar Sajtó című lapban vita indult arról, hogy Erdélynek múzeumra vagy akadémiára van-e inkább szüksége. A vita és azon belül Toldy Ferenc hozzászólása bátorítást nyújtott Mikó Imrének, aki ezt követően tárta a szélesebb nyilvánosság elé programját.
1856. március 31-én és április 10-én jelent meg a Kolozsvári Közlöny mellékletében Mikó szózata az Erdélyi Múzeum-Egyesület ügyében. Az előzmények ismertetése után közzétette felhívását, és egyben felajánlotta kolozsvári nyári kastélyát a hozzá tartozó 10 holdas kerttel a múzeum számára. Mikó írása visszhangra talált, Kolozsváron és más erdélyi városokban is gyűjtések indultak a múzeum javára.
A szervezőmunka során három feladatot kellett végrehajtania: a Kemény-hagyaték Erdélyben tartását, az erdélyi magyar és magyarországi közönség támogatásának megszerzését, a bécsi kormány engedélyének kieszközlését. Szervezőbizottságot hozott létre, amely kidolgozta és 1856. május elején elfogadta az egyesület szabályzatát, majd május 26-án kihallgatáson ismertette az uralkodóval a múzeum felállítására vonatkozó kérést. A bécsi kormányzat 1856 májusa és 1859 novembere között számos módosítást kért a tervezetben, mivel gyanúsnak találták a kezdeményezést. A bécsi hivatali ügyek intézésével párhuzamosan Mikó folytatta az egyesület szervezését és az anyagok gyűjtését. Sikerült elérnie, hogy a Kemény-gyűjteményt ne szállítsák el a Magyar Nemzeti Múzeumba, és megszerezte Aranka György hagyatékát is. 1857. május 3-án az Erdélyi Múzeum-Egyesület első közgyűlése elfogadta az egyesületnek a bécsi elvárások szerint módosított alapszabályát. Szeptemberben Mikó Bécsbe utazott, hogy az uralkodóval megerősíttesse az alapszabályt, de Ferenc Józseffel nem sikerült találkoznia. Az engedélyezésre végül csak két év múlva, 1859 szeptemberében került sor.
A hivatalos jóváhagyás után az egyesület alakuló közgyűlését 1859. november 23–26. között tartották meg a kolozsvári Redut nagytermében. A részt vevő 383 tag Mikó Imrét választotta meg az Erdélyi Múzeum-Egyesület elnökévé, az alelnök gróf Lázár Miklós, a titkár Finály Henrik, a múzeumőr Brassai Sámuel, a könyvtáros Szabó Károly lett. Mikó Imre a következő évben alapította meg és indította útjára az egyesület folyóiratát, az Erdélyi Múzeumot, s egészen haláláig az egyesület szellemi irányítója maradt. Az Erdélyi Múzeum-Egyesület és az általa működtetett Erdélyi Nemzeti Múzeum szakosztályaival, könyvtárával, állat-, növény- és ásványgyűjteményével, levél- és régiségtárával fennállása során az erdélyi magyarság tudományos életének és múzeumügyének központi intézményévé nőtte ki magát.

### Történetírói munkássága
Mikó már 1848 előtt történelmi tanulmányokra adta magát; saját kezével másolta a könyvtárakban s levéltárakban őrzött fontosabb kéziratokat. 1853–1855 között intenzíven kezdett foglalkozni Erdély múltjával, mivel a Habsburg-abszolutizmus korában a történelemtől mozgósító, reményt adó erőt remélt. Ugyanakkor azt is látta, hogy a múlt ismerete hozzájárul a magyar identitás fenntartásához a soknemzetiségű Erdélyben: „Nekünk a társnépekkel szemben individuális jelenlétünket elveszítenünk nem szabad. Én ily irányt a mostani időkben annyival kevésbé helyeselhetnék, mivelhogy látjuk, mily egységes és bizonyos végcélra törekvő munkásságot fejtenek ki itt nálunk szász és oláh szomszédink” – írta 1855. március 21-én gróf Kemény Józsefnek.
A forráskutatáshoz, „a nyomtatásban meg nem jelent s itt ott még feltalálható erdélyi történelmi kútfőknek és adatoknak lassankénti kiadásához” közreműködésre kérte fel a körülötte kialakult értelmiségi kör történetkutatóit. A munkában gróf Kemény József, Nagyajtai Kovács István, Ötvös Ágoston, Jakab Elek, Kőváry László, Szabó Károly, Kriza János, Vass József, gróf Teleki Domokos és Mike Sándor vettek részt. Mikó Imre szerkesztésében, három kötetben jelent meg az Erdélyi Történelmi Adatok című forrásgyűjtemény. A negyedik kötettől a szerkesztést Szabó Károlynak adta át, mert a múzeumalapítás ügye „minden más érdeket és irányt útból eltávolítva nyomult előtérbe”. A magyar, román és szász történetírók azóta is használják a sorozat köteteit.
Életrajzaival azoknak az erdélyi tudósoknak és irodalmároknak állított emléket, akiket előtte nem vagy csak kevéssé értékeltek. Az 1862-ben megjelent Bod Péter élete és munkái című munkájában elsőként méltatta Bod Péter jelentőségét, aki alapos és sokoldalú történetírói munkásságával valamennyi kortársát meghaladta, illetve szabatos nyelven írt műveivel a magyar nyelv fejlődéséhez is hozzájárult. Benkő Józsefről szóló életrajzát azért írta meg, mert úgy látta, hogy tudományos munkásságát – emberi gyarlóságai miatt – nem értékelték érdemének megfelelően. Debreczeni Márton, aki az erdélyi kincstárnál volt bányászati szakember, mérnök és feltaláló, nyomorúságos anyagi körülmények között élt és halt meg, ezért Mikó, akinek közeli munkatársa volt, erkölcsi tartozásnak érezte A kióvi csata című hőskölteménye kiadását és életrajza megírását.
Történetkutatói munkássága során számos kisebb tanulmányt és cikket jelentetett meg. Az Erdély különválása Magyarországtól címen 1859. november 1-jén elhangzott akadémiai székfoglalóját egy nagyobb lélegzetű mű részének szánta, „melyben – ha Isten napokat ad – ki fognám fejteni: mint tartotta fenn magát Erdély a fejedelmi korszak alatt 1691-ig, s ekkor miképen ment ismét vissza testvéreivel egy korona alá.”

### Művei
- Debreczeni Márton élete. In: Debreczeni Márton: A kióvi csata. Pest: Emich. 1854
- Erdélyi Történelmi Adatok I. Szerk. Mikó Imre. Kolozsvár: Stein. 1855
- Tájékozás az erdélyi történetírás és adatgyűjtés körül, vonatkozólag a magyarországi hasonirányu törekvésekre. In: Erdélyi Történelmi Adatok I. Kolozsvár: Stein. 1855, V–XXXI. o.
- Erdélyi Történelmi Adatok II. Szerk. Mikó Imre. Kolozsvár: Stein. 1856
- Szózat az Erdélyi Múzeum és az Erdélyi Múzeum-Egyesület megalapítása érdekében. In: Erdélyi Múzeum (a Kolozsvári Közlöny melléklete) 1856. 1–2. sz.
- Erdélyi Történelmi Adatok III. Szerk. Mikó Imre. Kolozsvár: Stein. 1858
- Erdély különválása Magyarországtól. In: A Magyar Tudományos Akadémia Évkönyvei IX/5. 1860. (1859. november 1-jén elhangzott akadémiai székfoglalója, különlenyomatban is) REAL-EOD
- Gróf Kemény József emlékezete. In: A Magyar Tudományos Akadémia Évkönyvei X/1. 1860
- Irányeszmék. In: Budapesti Szemle IV. 1860. 8. sz. 257–268. o., 9. sz. 1–16., 257–271. o., 10. sz. 1–20., 261–273. o., 11. sz. 1–12. o. (különlenyomatban is)
- Bod Péter élete és munkái. In: Budapesti Szemle VI. 1862. 50. sz. 233–255. o., 51–52. sz. 3–87. o. (különlenyomatban is) REAL-EOD
- Magyarország vasuthálózata. Pest: Emich. 1867
- Benkő József élete és munkái. Pest: Ráth. 1867.
- Gyúljanak meg közöttünk is új oltártüzei az ismereteknek: Mikó Imre beszédei és felhívásai. Összeáll. Egyed Ákos, Kovács Eszter. Kolozsvár: Erdélyi Múzeum-Egyesület, 2008. ISBN 978-973-8231-86-3

## Családi élete és személyisége

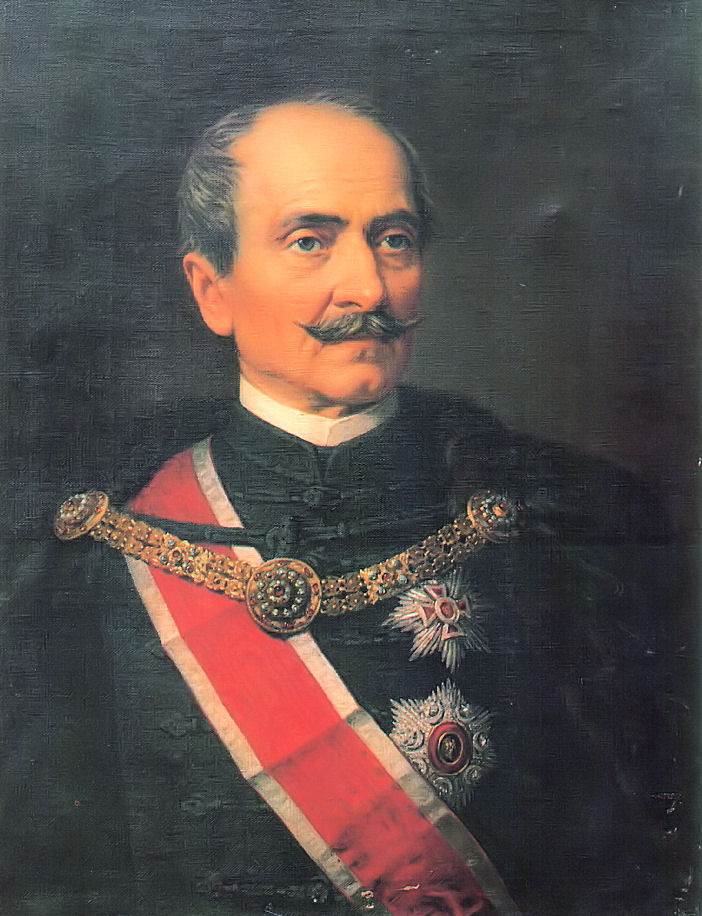
Barabás Miklós posztumusz festményén, 1884

Miután első szerelme és eljegyzett menyasszonya, Mikes Mária hirtelen meghalt, sokáig nem gondolt a nősülésre. Már harmincöt éves volt, amikor 1840-ben házasságot kötött gróf Rhédey Máriával, gróf Rhédey Ferenc volt kincstárnok lányával. Családi életük példásan boldog volt, frigyükből négy gyermek született: Mária, Ádám, Ferenc és Anna. Ferenc fiuk csecsemőkorában meghalt, legkisebb leányuk, Anna 1848-as születése után pedig felesége is meghalt. A családi tragédiák sora azonban ezzel sem ért véget: 1862-ben elvesztette 19 éves fiát, Mikó Ádámot, így fiúörökös nélkül maradt, 1868-ban pedig 25 éves lánya, Mária (gróf Teleki Károlyné) halt meg gyermekágyi lázban. Mikó Imre halálakor csak legkisebb gyermeke, Anna (özv. Wesselényi Farkasné) volt mellette.
Mikó Imrével a Mikó család grófi ága kihalt: Zsigmond bátyja nem érte meg a felnőttkort, György bátyja pedig család és szintén utódok nélkül halt meg.
Családjában vallásos nevelést kapott és a református vallást egész életében gyakorolta, ugyanakkor a hagyományos erdélyi vallási tolerancia jegyében viszonyult a többi felekezethez: „Előttem nevetségesebb, sőt rútabb valami nincs, mint valakit hitbeli meggyőződésiért nézni keresztül.” 1848-ban, amikor néhány erdélyi városban a polgárság egy része a zsidók szeszfőzési tevékenységének korlátozását kérte, és kitelepítésükkel fenyegetőzött, Mikó Imre – többek között emberiességi szempontokra hivatkozva – a belügyminiszter közbelépését kérte.
Életfelfogása és a helyes életvitelre vonatkozó gondolatai a fiához írt intelmeiből ismerhetőek meg: a siker feltétele a „folytonos önmívelés, elmédnek komoly örömekhez és foglalkozásokhoz szoktatása, magasztos példákban gyönyörködés, a könyvek és élet okos tanulmányozása.” Könyvgyűjteményét a görög és római klasszikusok mellett a világirodalom és a magyar irodalom nagyjainak művei alkották, de nem hiányoztak belőle Montesquieu, Kant és Herder filozófiai munkái, illetve Guizot, Thierry, Thiers, Burckhardt és Macaulay történelmi könyvei sem.
Horvát Boldizsár méltatása szerint „nagy tehetségeit is túlszárnyaló szorgalma, mindenekfölött pedig egyéniségének szeretetreméltósága, jellemének átlátszó tisztasága” voltak Mikó személyiségének azok a vonásai, amelyekkel kivívta a közmegbecsülést. Jeligéje illett kitartó és áldozatkész egyéniségéhez: Peragit tranquilla potestas, quod violenta nequit, amelyet maga Mikó így fordított: Mit erőszakkal nem, csöndben és halkan munkálva végbevihetni. Másik jelmondata, amely könyveinek címeres ex librisén szerepelt: Et facere et pati fortia, azaz Szítsd a tűzvészt, de bírd is ki! arra utalt, hogy a legnehezebb időkben, a sorscsapások között is dolgozni és alkotni kell.
Nem szerette a fényűzést, és nem éreztette arisztokrata származását. Szerénysége, szelídsége és barátságos modora ellenére nagy hatással volt az emberekre, lelkesíteni és irányítani tudta őket.

## Emlékezete

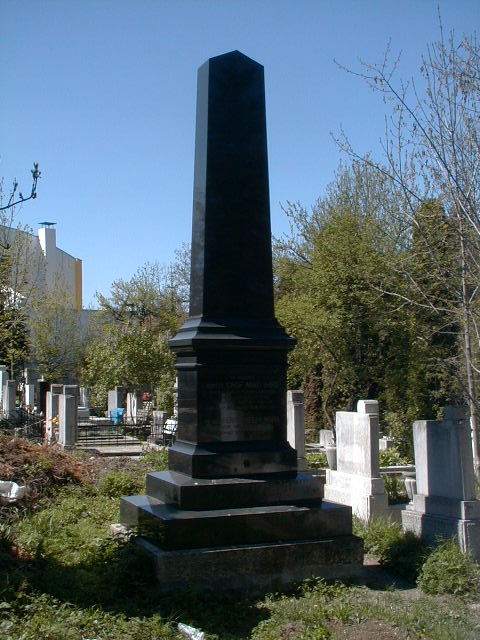
Sírja Kolozsvárott, a Házsongárdi temetőben

Az Erdélyi Múzeum-Egyesület 1884-ben határozta el, hogy szobrot állíttat alapítójának; a megbízást báró Vay Miklós kapta. A mellszobrot 1889. június 10-én avatták fel a Mikó Imre által a nemzetnek ajándékozott kolozsvári parkban. Születésének századik évfordulóján, 1905-ben emléktáblát helyeztek el a zabolai Mikes-kastélyon, 1906-ban Sepsiszentgyörgyön megjelent egy Mikó-emlékkönyv, az Erdélyi Múzeum-Egyesület pedig ünnepi közgyűlésen emlékezett meg róla. 1909-ben a Székely Mikó Kollégium tanára, Demeter Béla tette közzé Mikó Imre irodalmi működése című munkáját az iskola értesítőjében, és ugyanebben az évben az ötvenéves Erdélyi Múzeum-Egyesület jubileumi emlékkönyve is megemlékezni készült az egyesület alapítójáról. (A kötet az első világháború, illetve ezt követően az egyesület tevékenységének ellehetetlenítése miatt csak 1942-ben jelenhetett meg.)
1940 után Jancsó Elemér foglalkozott Mikó Imre munkásságával a Hitel, Ellenzék, Szellem és Élet, Erdélyi Múzeum oldalain. Tervezte az Intelmek kiadását is az Erdélyi Ritkaságok sorozatban, de ez nem valósult meg.
Az Erdélyi Múzeum-Egyesület céljaira adományozott kolozsvári park Mikó-kert néven ismert, s az oda vezető utca 1899-től 1964-ig viselte a nevét. 1967-ben, a Magyar Történelmi Társulat alapításának századik évfordulóján Budapesten, az I. kerületi, krisztinavárosi Mikó utcában emléktáblát állítottak a társulat első elnöke, Mikó Imre tiszteletére.
Az 1989-es romániai forradalom után a sepsiszentgyörgyi középiskola ismét felvehette Mikó Imre nevét. 1991-ben a zabolai református vártemplom közelében felavatták mellszobrát, Petrovits István alkotását. Szintén Petrovits István műve a sepsiszentgyörgyi Székely Mikó Kollégium falán 1996-ban elhelyezett bronzplakett. A kolozsvári Egyetemi Könyvtár egyik olvasóterme és az 1992-ben megalakult Heltai Gáspár Alapítvány könyvtára az ő nevét viseli. A sepsiszentgyörgyi városi parkban található Bocskay Vince egész alakos Mikó-szobra. 2005-ben, születésének kétszázadik évfordulóján Erdély-szerte számos rendezvényen emlékeztek meg róla.
Mikó Imre nevét két alapítvány is viseli: 1991-ben jött létre Entz Géza művészettörténész professzor kezdeményezésére a Gróf Mikó Imre Alapítvány, melynek célja az Erdélyi Múzeum-Egyesület támogatása, illetve 2005-ben alakult meg a Hídvégi Mikó Imre Kutatóintézet Alapítvány, melynek célja a határon túli magyarság oktatással, kultúrával, tudománnyal kapcsolatos problémáinak megoldására független szakmai műhely létrehozása.
Vasútfejlesztő tevékenységének emlékét őrzi a Magyar Tudományos Akadémia által a Magyar Államvasutak Zrt. kötelezettségvállalása mellett létrehozott Mikó Imre-díj, valamint a Magyar Közlekedési Közművelődésért Alapítvány Mikó Imre-emlékplakettje. Az Erdélyi Múzeum-Egyesület Gróf Mikó Imre tudományos díjával a harmincötödik életévüket be nem töltött, Romániában élő szerzőknek az erdélyi, máramarosi, partiumi, bánáti vagy általában romániai magyarság múltjával és jelenével foglalkozó adattárait, forráskiadványait és tudományos monográfiáit jutalmazzák.

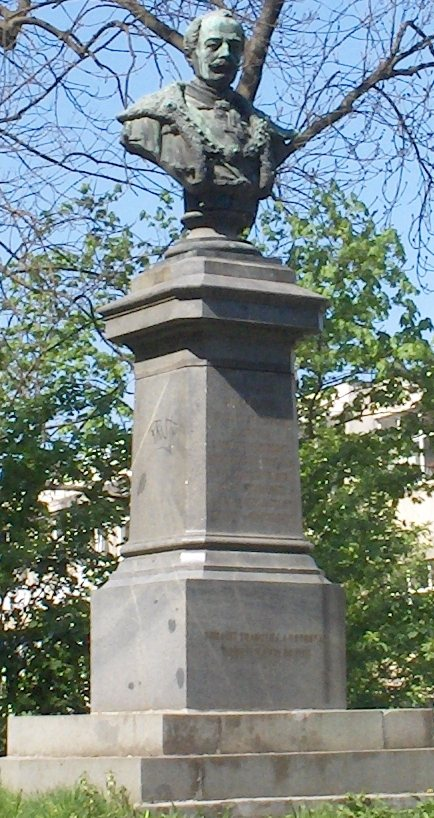
Mellszobra a kolozsvári Mikó-kertben (Vay Miklós)
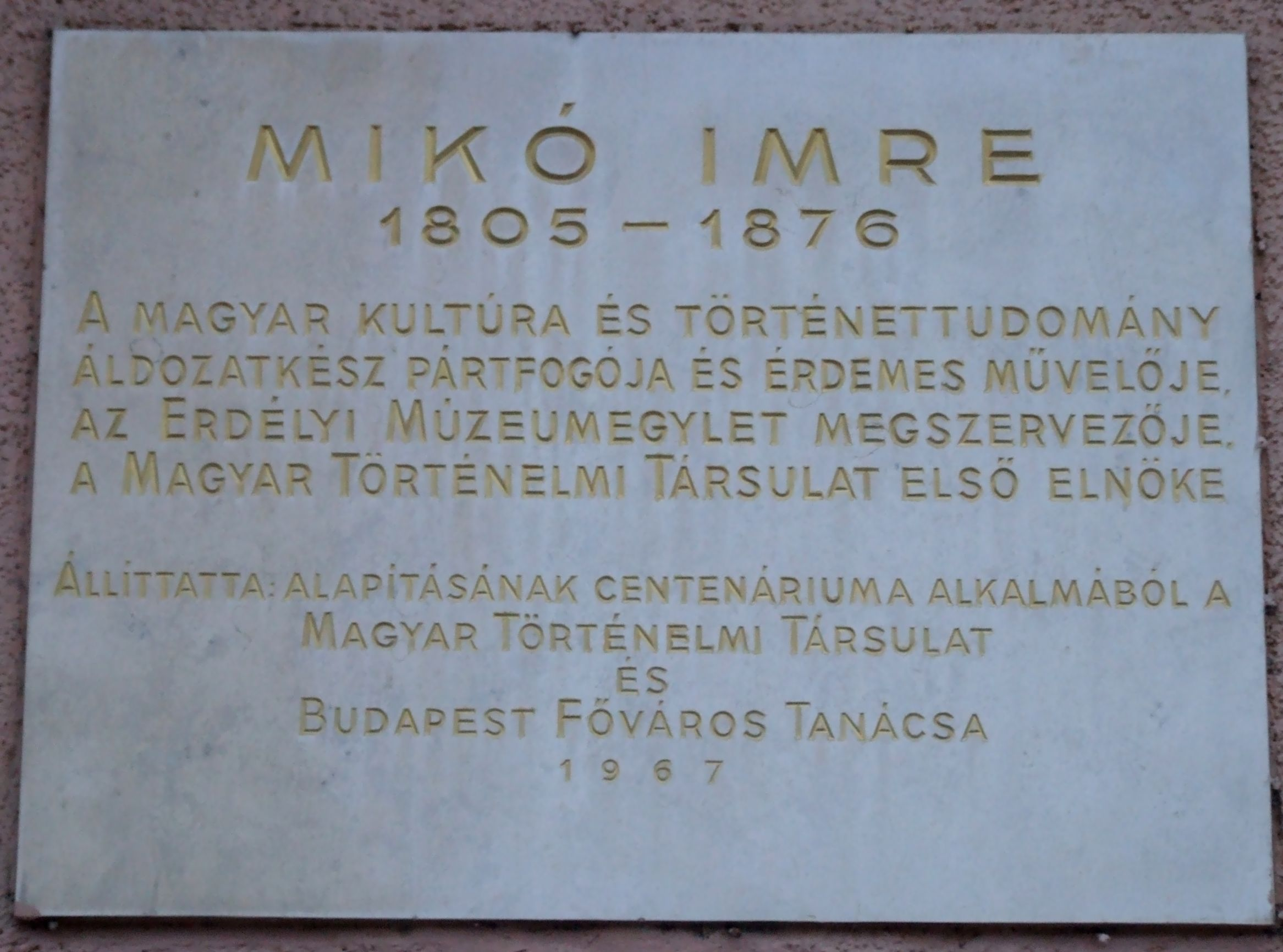
Emléktáblája Budapesten (I. ker. Mikó u. 16.)
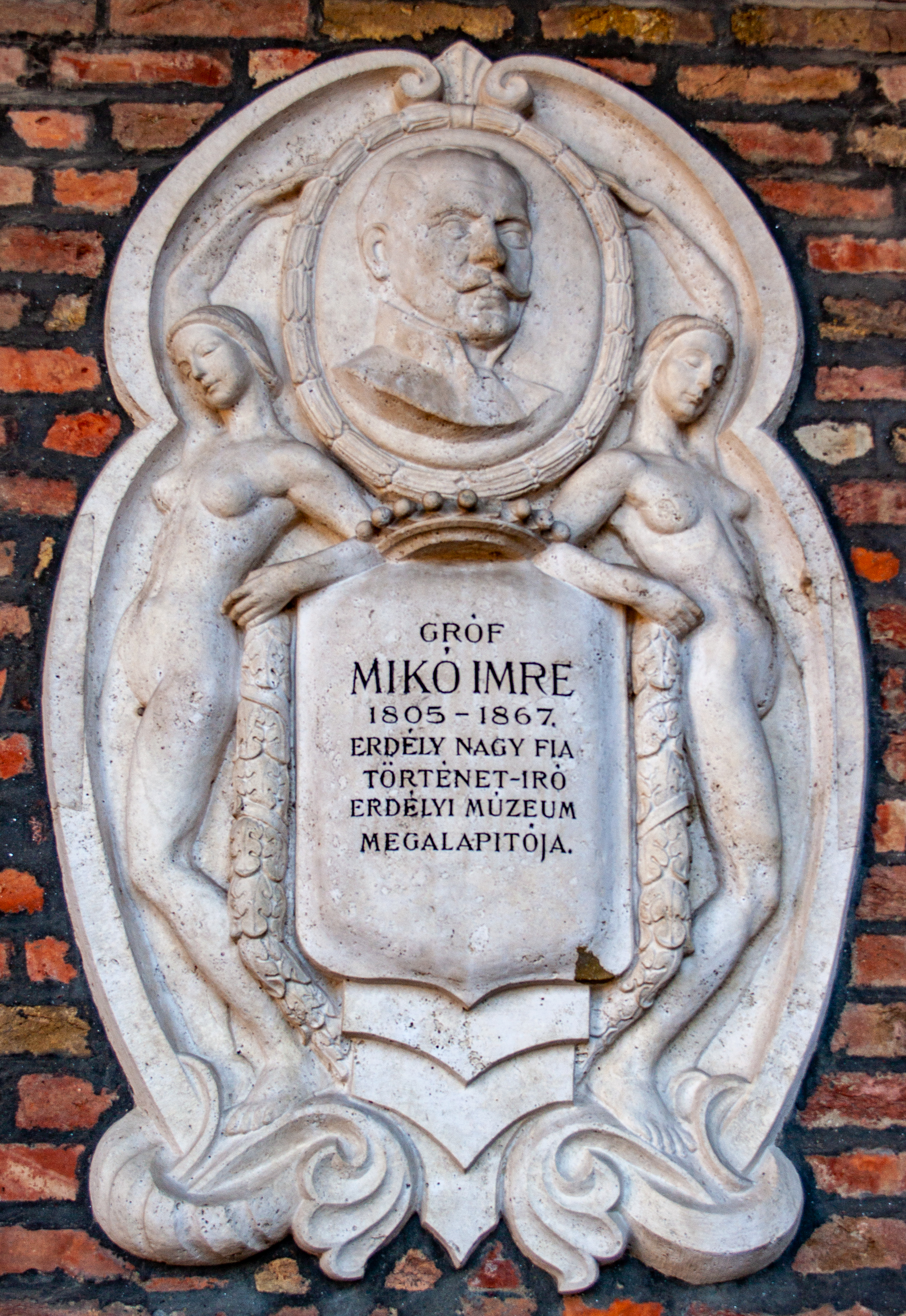
Emléktáblája a szegedi Pantheonban

### Nyomtatásban megjelent anyagok
- Nemes anya Udvarhelyszékben keblezett Agyagfalvi téren az úgy nevezett Fontsika-pataka mellett őseink tanácskozó és törvényhozó helyén 1848. october 16-kán kezdődött és Hidvégi Mikó Imre kincstárnok általunk megválasztott székel atyánkfia elnöksége alatt folytatott általános székel nemzet gyülés jegyzőkönyve. Agyagfalva: Mikó Imre, 1848
Hasonmás kiadás: Székelyudvarhely: Haáz Rezső Kulturális Egyesület, 1994 = Múzeumi Füzetek, 8.
- Horváth Boldizsár: Emlékbeszéd gr. Mikó Imre igazgató és tiszteleti tag fölött. In: A Magyar Tudományos Akadémia Évkönyvei XVI. 1877. 18–36. o.
- Emlékkönyv: Gróf Mikó Imre emlékszobra leleplezése alkalmára: 1889. junius 10. Kolozsvár: Erdélyi Muzeum-Egylet, 1889
- Hidvégi Gróf Mikó Imre emlékezete. Szerk. Péter Mózes. Sepsiszentgyörgy: Ev. Ref. Székely Mikó-Kollégium, 1906
- Illyés Géza: Gróf Mikó Imre 1805–1876. Kolozsvár: Erdélyi Református Egyházkerület Iratterjesztése. 1931 = Ünnepnapok, II/10.
- Jancsó Elemér: Gróf Mikó Imre, a művelődéspolitikus. Kolozsvár: Gloria, 1940
- Györfi Dénes: Gróf Mikó Imre és a nagyenyedi kollégium. In: Helikon XXVI. 1991. 78. sz. 4. o.
- Egyed Ákos (1993.). „Mikó Imre 1805–1876.” 5–6. szám, 54–56.. o, Kiadó: História folyóirat.
- Egyed Ákos: Gróf Mikó Imre – a Magyar Történelmi Társulat élén. In: Emlékkönyv Orosz István 70. születésnapjára. Szerk. Angi János, ifj. Barta János. Debrecen: Debreceni Egyetem Történelmi Intézet. 2005, 193–197. o.
- Balázs Sándor: Mikó Imre. Élet- és pályakép. Kéziratok, dokumentumok, 1933–1968; Polis, Kolozsvár, 2003
- Gróf Mikó Imre, 1805–2005. Szerk. Csikós Júlia. Sepsiszentgyörgy: Társ., 2005. ISBN 973-97689-8-9
- Gróf Mikó Imre emlékülés. Kolozsvár 2005. október 8. Kolozsvár: Erdélyi Múzeum-Egyesület, 2006
- Gróf Mikó Imre, Erdély Széchenyije; vál., szerk. Egyed Ákos; Kairosz, Bp., 2014 (Magyar örökség – Kairosz)
- Édes Imrém! Lelkem, Márikóm! Gróf Mikó Imre és felesége, Rhédey Mária grófnő leveleskönyve 1848–1849-ből; sajtó alá rend. Lipthay Endre, Somogyi Gréta; OSZK–Kovászna Megyei Művelődési Központ–Erdélyi Múzeum-Egyesület, Budapest–Kovászna–Kolozsvár, 2021

### Internetes anyagok
- Erdélyi Történelmi Adatok I–IV. Szerk. Mikó Imre, Szász Károly. Kolozsvár: Református Főtanoda Nyomdája, 1855–1862
- Hidvégi gróf Mikó Imre szózata 1856-ban az Erdélyi Múzeum és az Erdélyi Múzeum-Egyesület megalakítása érdekében. In: Erdélyi Múzeum XXXVI. 1931. 4–6. sz. 182–200. o.
- Mikó Imre: Benkő József élete és munkái. Pest: Ráth, 1867
- Gróf Mikó Imre Necrologja. In: Erdélyi Múzeum III. 1876. 8. sz. 123–129. o.
- A Mikó család képei az Erdélyi Digitális Adattárban, Hozzáférés: 2010. október 4.
- Hamza Gábor: Emlékezés Mikó Imrére (1805-1876), a Magyar Tudományos Akadémia tiszteleti és igazgatósági tagjára, Hozzáférés: 2021. október 22.